# Conjunt de cases de la ciutat (Vic)
El Conjunt de cases de la ciutat és una obra amb elements gòtics i barrocs de Vic (Osona) protegida com a Bé Cultural d'Interès Local.

## Descripció

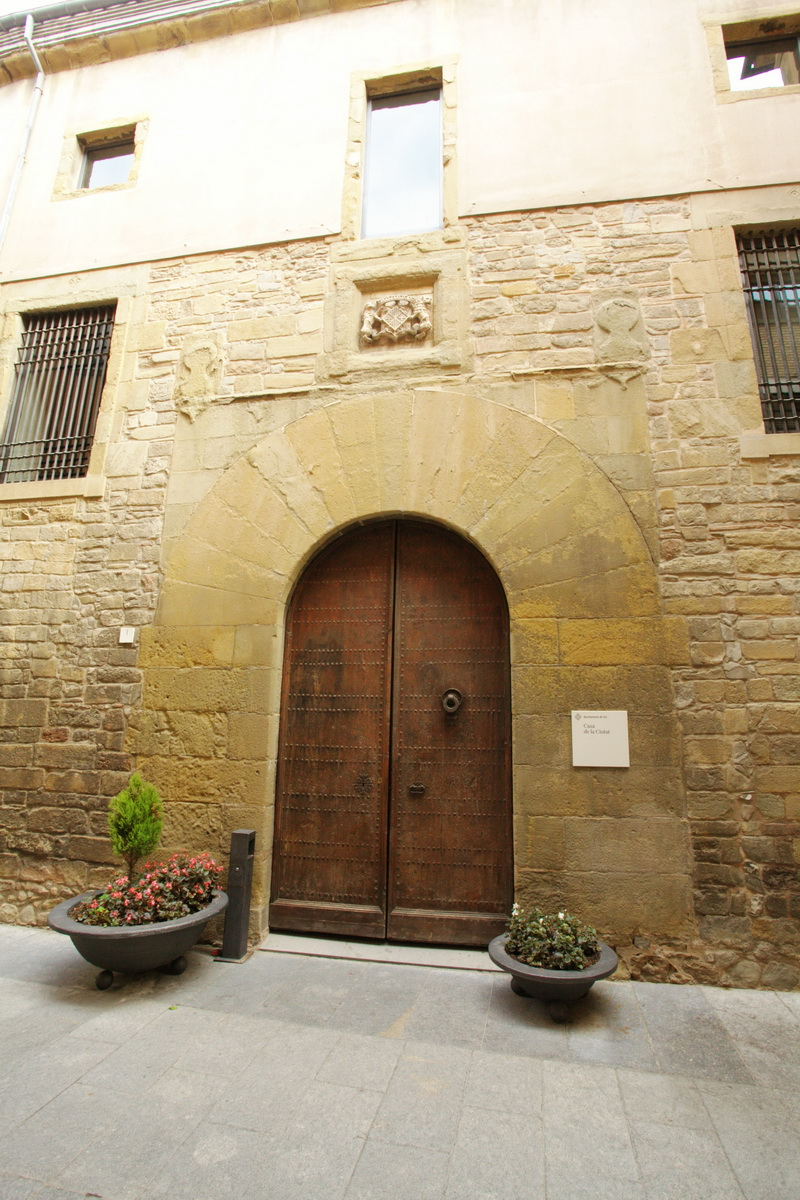
Portal adovellat del carrer de la Ciutat

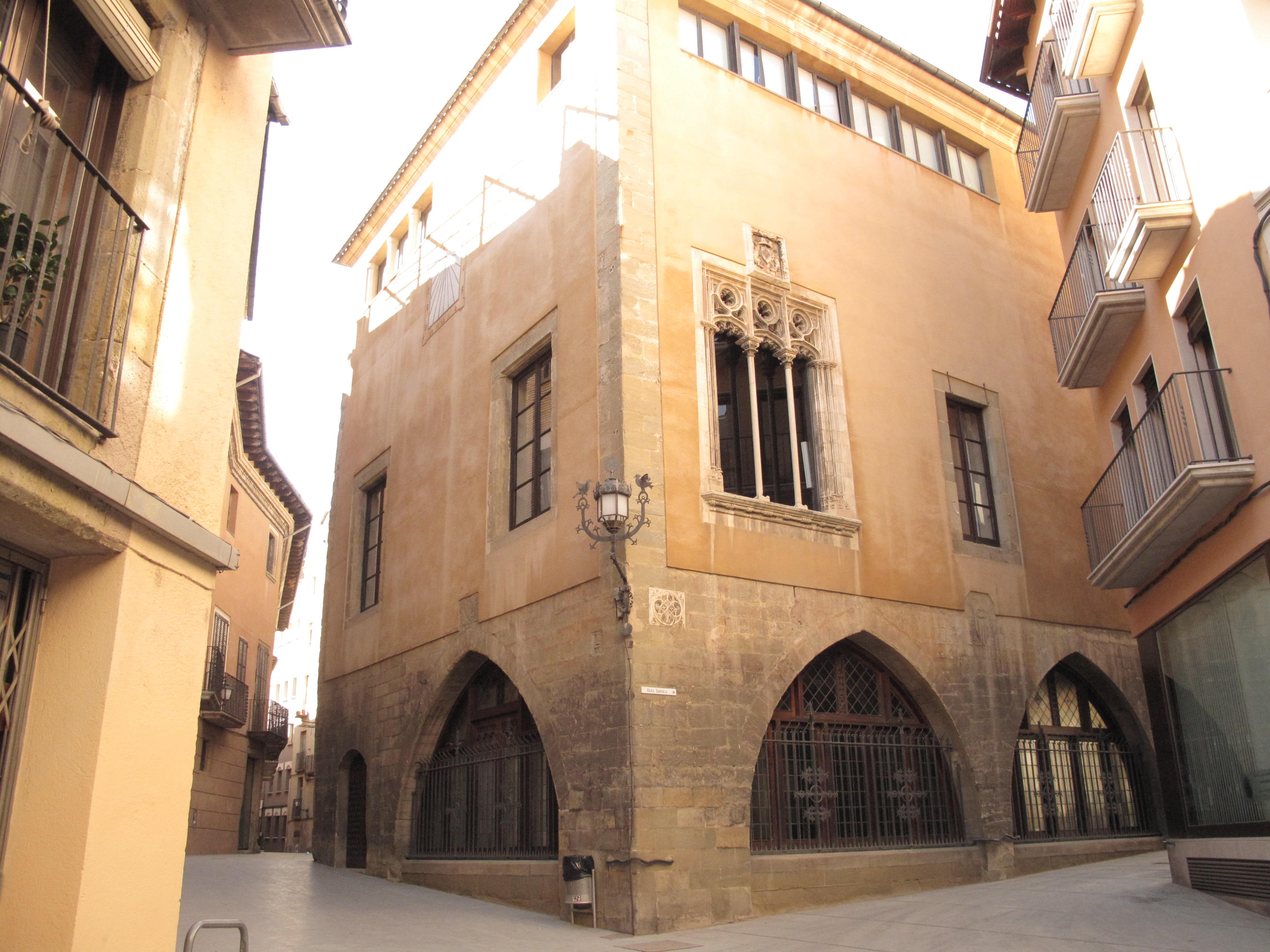
Porxos de la Llotja, antiga seu del consell ciutadà

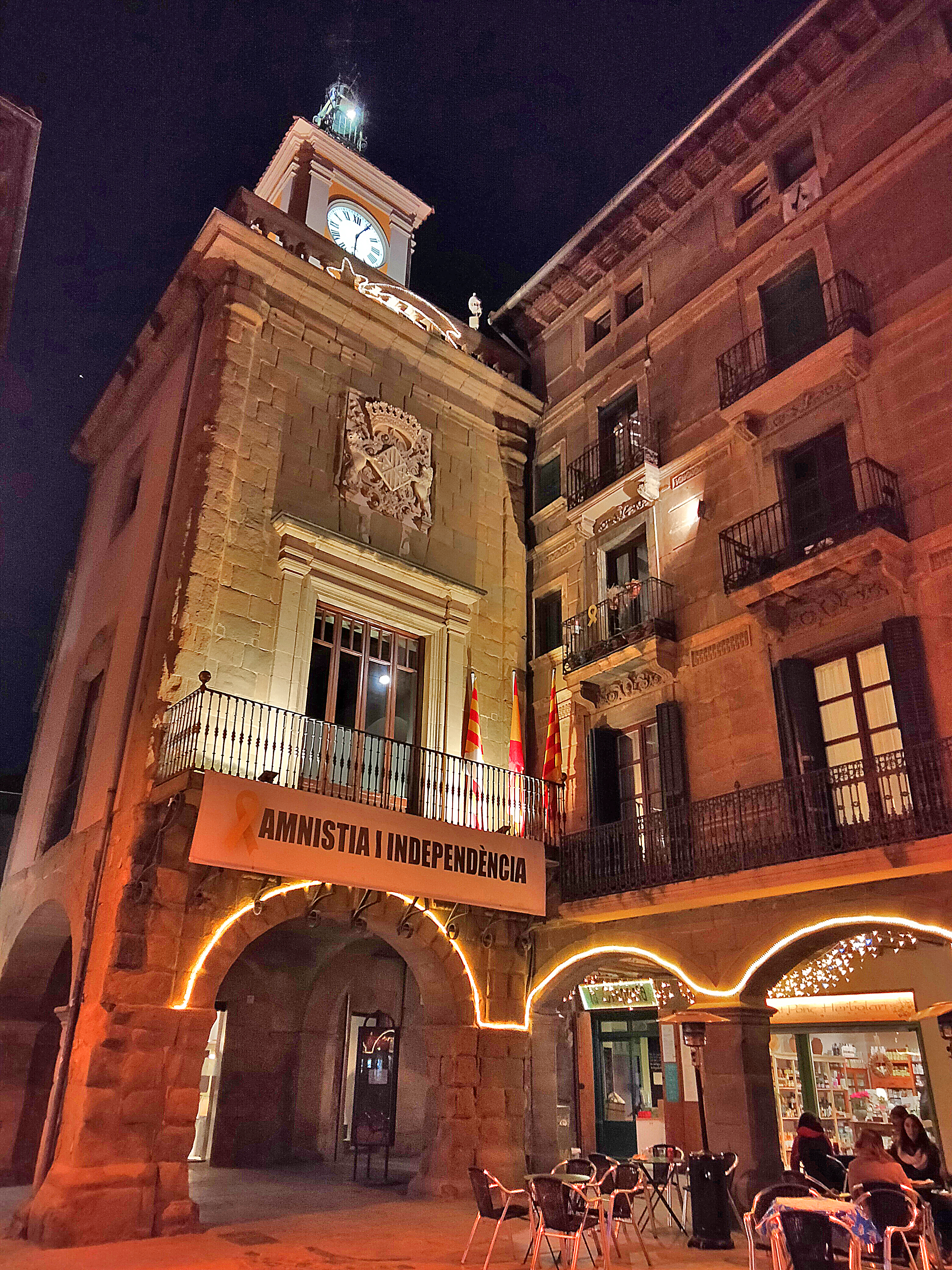
Façana de la plaça Major, amb il·luminació nadalenca i pancarta reivindicativa

Edifici de planta poligonal i cobert a diverses vessants com a resultat de les diferents etapes constructives. A l'antic edifici de planta quadrada, la Llotja, s'hi van anar annexionant les cases veïnes. Les façanes de la plaça del Pes, orientades al nord, consten de planta baixa, primer pis i golfes. A la planta hi ha diversos portals rectangulars amb l'escut de la ciutat esculpit a la llinda, al primer pis s'hi obren finestres rectangulars amb escuts nobiliaris i sota teulada les obertures són més petites. La façana sud i oest segueixen el traçat itinerant que descriu el carrer de la Ciutat. La part oest presenta un eix de composició vertical amb dos portals rectangulars a la planta i diverses finestres al primer, tots amb escuts. A la planta de la part sud s'hi obre un ampli portal adovellat inscrit en un rectangle coronat per pinacles amb boles. Sobre la dovella central hi ha l'escut de la ciutat i un balconet cec, la resta conserva característiques semblants a la resta de l'edifici. Al sector de la plaça Major s'hi annexiona un cos format per una torre de planta quadrada amb un rellotge a la part superior i coronat per un penell.

## Història
L'edifici de l'actual Casa de la Ciutat respon a l'ampliació de l'antiga Llotja, edifici construït com a Consell de la Ciutat. En un principi constava d'una construcció de planta baixa amb arcades obertes i amb una columna central d'obra, del mestre Joan Colet. L'edifici es va ampliar amb la compra de cases veïnes al segle xvi per tal d'instal·lar-hi dependències destinades a pesar-hi el gra, a taula de canvi i arxiu de la ciutat. El 1627 es van adquirir altres cases fins a la desapareguda plaça de la Rosa i, el 1645, s'aconsegueix la sortida a la plaça del Mercadal amb la compra de cases pagades al preu de 1.400 lliures. A partir del segle xvii, la Casa de la Ciutat es modificà amb la remodelació a càrrec del tracista i llec carmelità Fra Josep de la Concepció, autor de les millors obres civils de l'època, entre les quals cal destacar el Palau del Virrei a Barcelona. L'Ajuntament de Vic va ser projectat el 1670 i la seva traça es conserva a l'Arxiu d'Arqueologia Catalana. Són remarcables la sala del Consell, coberta amb cúpula, i el portal amb la llinda sostinguda per cariàtides. La sala de la Columna va ser remodelada el 1890 quan s'hi instal·là la Galeria de Vigatans il·lustres. Entre 1673 i 1687, el mestre d'obres vigatà Josep Morató Pujol va intervenir en la construcció i segurament en la direcció de les obres, en absència del frare carmelità.